# Barito Timur
Barito Timur ist ein indonesischer Regierungsbezirk (Kabupaten) in der indonesischen Provinz Kalimantan Tengah. Mitte 2024 leben hier über 118.000 Menschen. Tamiang Layang, der Verwaltungssitz des Kabupaten Barito Timur liegt etwas östlicher vom Zentrum des Bezirks am Fluss Sirau.

## Geographie
Der Binnenbezirk Barito Timur ist der kleinste Kabupaten und belegt 2,09 Prozent der Provinzfläche, entsprechend Rang 39 unter allen 47 Bezirken der Insel Kalimantan (Quelle:).

### Lage
Barito Timur liegt im Osten der Provinz und erstreckt sich zwischen 1° 36′ 33,3″ und 2° 23′ 44,6″ s. Br. sowie zwischen 114° 54′ 48,2″ und 115° 26′ 35,9″ ö. L. Der Bezirk grenzt (im Uhrzeigersinn) an die folgenden Regierungsbezirke (Kabupaten): im Westen und Norden an Barito Selatan, im Osten und Südosten an Tabalong sowie im Süden an Hulu Sungai Utara (alle drei Kabupaten von der Provinz Kalimantan Selatan). Die beiden größten Flüsse sind der Sirau (40 km lang) und der Karau (34 km).

## Verwaltungsgliederung
Administrativ unterteilt sich Barito Timur seit 2008 in 10 Distrikte oder Unterbezirke (indonesisch Kecamatan) mit 103 Dörfern (indonesisch Desa) von denen 3 als Kelurahan städtisch geprägt sind. Eine weitere Unterteilung erfolgt in 44 RW (Rukun Warga) und 514 RT (Rukun Tetangga)
| Code 1)  | Kecamatan Distrikt | Ibu Kota Verwaltungssitz | Fläche (km²) | Einw. Census 2010 2) | Volkszählung 2020 3) | Volkszählung 2020 3) | Volkszählung 2020 3) | Anzahl der Dörfer | Anzahl der Dörfer |
| Code 1)  | Kecamatan Distrikt | Ibu Kota Verwaltungssitz | Fläche (km²) | Einw. Census 2010 2) | Einw. 3)             | 0Dichte 4)0          | Sex Ratio 5)         | Dörfer            | Kel. 6)           |
| -------- | ------------------ | ------------------------ | ------------ | -------------------- | -------------------- | -------------------- | -------------------- | ----------------- | ----------------- |
| 62.13.01 | Dusun Timur        | Tamiang Layang           | 867,70       | 21.323               | 28.144               | 32,4                 | 109,52               | 16                | 1                 |
| 62.13.02 | Benua Lima         | Taniran                  | 258,00       | 6.071                | 6.336                | 24,6                 | 103,54               | 6                 | 1                 |
| 62.13.03 | Patangkep Tutui    | Bentot                   | 255,00       | 7.225                | 7.001                | 27,5                 | 108,72               | 10                | –0                |
| 62.13.04 | Awang              | Hayaping                 | 203,00       | 5.587                | 6.101                | 30,1                 | 105,70               | 11                | –0                |
| 62.13.05 | Dusun Tengah       | Ampah Kota               | 371,00       | 22.578               | 24.458               | 65,9                 | 106,03               | 7                 | 1                 |
| 62.13.06 | Pematang Karau00   | Bambulung                | 579,00       | 11.247               | 12.594               | 21,8                 | 103,63               | 13                | –0                |
| 62.13.07 | Paju Epat          | Telang                   | 664,30       | 3.990                | 6.270                | 9,4                  | 105,96               | 9                 | –0                |
| 62.13.08 | Raren Batuah       | Unsum                    | 186,00       | 7.603                | 8.327                | 44,8                 | 107,60               | 9                 | –0                |
| 62.13.09 | Paku               | Tampa                    | 272,00       | 7.554                | 8.686                | 31,9                 | 107,10               | 12                | –0                |
| 62.13.10 | Karusen Janang     | Dayu                     | 178,00       | 4.194                | 5.312                | 29,8                 | 106,63               | 7                 | –0                |
| 62.13    | Barito Timur       | Barito Timur             | 3.834,00     | 97.372               | 113.229              | 29,5                 | 105,43               | 100               | 3                 |

## Geschichte
Im Jahr 1956 wurde mit dem Regierungsgesetz Nr. 25 die vierte Provinz auf der Insel Kalimantan geschaffen: Kalimantan Tengah. Sie bestand ursprünglich aus drei Kabupaten Barito, Kotawaringin und Kapuas. Die ersten beiden wurden im Laufe der Zeit aufgespalten in neue Kabupaten, nur Kapuas erfuhr erst im Jahr 2002 die ersten Grenzänderungen. Barito wurde 1959 in einen Nord- und Südbezirk geteilt.

Im Jahr 2002 gab der Kabupaten Barito Selatan ca. ein Drittel seiner Fläche (3.834 von 12.664 km²) an sechs im Osten abgetrennte Kecamatan ab, die nun seitdem als neugegründeter Kabupaten Barito Timur Bestand haben.
Danach entstanden Ende 2006 aus den vorhandenen Kecamatan drei neue:
- Paju Epat (7 Dörfer aus dem Kec. Dusun Timur) 11/2006 2006-11-30
- Raren Batuah (5 Dörfer vom Kec. Dusun Tengah)
- Paku (5 Dörfer aus dem Kec. Dusun Tengah)

Als letzter Kecamatan entstand schließlich Anfang 2008 Karusen Janang, gebildet aus sieben Dörfern des Kecamatan Dusun Tengah.

## Demographie
Mit 4,24 % der Bevölkerung belegt Barito Timur den 11. Platz unter den 14 (13+1) Verwaltungseinheiten 2. Stufe der Provinz. Dies bedeutet Platz 42 unter allen 47 Kabupaten der Insel Kalimantan. Die Bevölkerungsdichte von 36,3 Einwohnern pro Quadratkilometer ist die höchste (nach der Stadt Palangkaraja) in der Provinz, dies reicht für Platz 19 auf der Insel (Angaben von Ende 2023:).
Der Frauenanteil stieg zwischen den beiden Volkszählungen 2010 und 2020 und hat sich seitdem knapp unter 48 Prozent eingepegelt.
| Religion im Jahr 2020 | Religion im Jahr 2020 | Religion im Jahr 2020 | Religion im Jahr 2020 |
| Religion              | Anzahl                | Anteil (%)            | Gebäude               |
| --------------------- | --------------------- | --------------------- | --------------------- |
| Islam                 | 58.334                | 50,93                 | 080 7)                |
| Christen insg.        | 51.416 8)             | 44,89                 | 270                   |
| Davon:                |                       |                       |                       |
| Protestanten          | 41.517                | 80,75                 | 206                   |
| Katholiken            | 09.899                | 19,25                 | 064                   |
|                       |                       |                       |                       |
| Hindus                | 04.750 9)             | 04,15                 | 47                    |
| Buddhisten            | 000.20                | 0,02                  | 47                    |

| Jahr   | Gesamt- Bevölkerung | Männer  | %       | Frauen  | %       | Sex Ratio 10 |
| 020100 | 0097.372            | 050.104 | 051,460 | 047.268 | 048,540 | 0106,000     |
| 020200 | 0113.229            | 058.112 | 051,320 | 055.117 | 048,680 | 0105,430     |
| 020240 | 0118.021            | 060.456 | 051,220 | 057.565 | 048,780 | 0105,020     |

### Soziale Daten 2020
| Merkmal                                                             | Kab. Barito Timur | 0Prov. Kalimantan Tengah0 |
| ------------------------------------------------------------------- | ----------------- | ------------------------- |
| Bevölkerung unterhalb der Armutsgrenze (Tsd.)00                     | 07,87             | 132,94                    |
| Anteil der „armen Bevölkerung“ (indonesisch Penduduk miskin) (%)000 | 06,09             | 004,82                    |
| Arbeitslosenrate (%)                                                | 02,91             | 004,58                    |
| Lebenserwartung bei der Geburt (Jahre)                              | 68,22             | 069,74                    |
| HDI-Index                                                           | 71,39             | 071,05                    |
| Analphabetenrate (in %, 15+ J.)                                     |                   | 000,80                    |
| Anteil der Altersgruppen                                            | 0Real0            | 0Prozentual0              |
| Kinder (<15 J.)                                                     | 026.9310          | 23,78                     |
| arbeitsfähige Bevölkerung (15–64 J.)                                | 080.3120          | 70,93                     |
| Rentner und Pensionäre (>65 J.)                                     | 005.9860          | 05,29                     |

### Aktuelle Daten der Bevölkerungsfortschreibung
Nachfolgende Tabelle gibt den Einwohnerstand nach Geschlecht vom Jahresende 2022 und 2023 sowie zur Jahresmitte 2024 wieder. Er resultiert aus den Ergebnissen der Fortschreibung durch die örtlichen Zivilregistrierungsbüros (Disdukcapil, indonesisch Dinas Kependudukan dan Pencatatan Sipil). Der aktuelle Stand kann in einer interaktiven Karte abgerufen werden.
| Kecamatan           | 12/2022 11) | 12/2022 11) | 12/2022 11) | 12/2023 12) | 12/2023 12) | 12/2023 12) | 06/2024 13) | 06/2024 13) | 06/2024 13) | 06/2024 13)    | 06/2024 13)      | 06/2024 13)   |
| Kecamatan           | Gesamt      | Männer      | Frauen      | Gesamt      | Männer      | Frauen      | Gesamt      | Männer      | Frauen      | Fläche 14) km² | Dichte Einw./km² | Sex Ratio 15) |
| ------------------- | ----------- | ----------- | ----------- | ----------- | ----------- | ----------- | ----------- | ----------- | ----------- | -------------- | ---------------- | ------------- |
| Dusun Timur         | 29.382      | 14.896      | 14.486      | 29.034      | 14.735      | 14.299      | 29.382      | 14.896      | 14.486      | 358,45         | 82,0             | 102,83        |
| Banua Lima          | 6.614       | 3.391       | 3.223       | 6.559       | 3.358       | 3.201       | 6.614       | 3.391       | 3.223       | 187,37         | 35,3             | 105,21        |
| Patangkep Tutui     | 7.205       | 3.709       | 3.496       | 7.130       | 3.673       | 3.457       | 7.205       | 3.709       | 3.496       | 275,74         | 26,1             | 106,09        |
| Awang               | 6.376       | 3.260       | 3.116       | 6.348       | 3.249       | 3.099       | 6.376       | 3.260       | 3.116       | 175,63         | 36,3             | 104,62        |
| Dusun Tengah        | 25.126      | 12.838      | 12.288      | 24.843      | 12.692      | 12.151      | 25.126      | 12.838      | 12.288      | 412,20         | 61,0             | 104,48        |
| Pematang Karau      | 13.243      | 6.837       | 6.406       | 13.077      | 6.761       | 6.316       | 13.243      | 6.837       | 6.406       | 455,27         | 29,1             | 106,73        |
| Paju Epat           | 6.676       | 3.462       | 3.214       | 6.531       | 3.388       | 3.143       | 6.676       | 3.462       | 3.214       | 721,19         | 9,3              | 107,72        |
| Raren Batuah        | 8.806       | 4.514       | 4.292       | 8.732       | 4.479       | 4.253       | 8.806       | 4.514       | 4.292       | 182,48         | 48,3             | 105,17        |
| Paku                | 9.206       | 4.759       | 4.447       | 9.108       | 4.713       | 4.395       | 9.206       | 4.759       | 4.447       | 204,51         | 45,0             | 107,02        |
| Karusen Janang      | 5.387       | 2.790       | 2.597       | 5.302       | 2.739       | 2.563       | 5.387       | 2.790       | 2.597       | 173,80         | 31,0             | 107,43        |
| Kab. Barito Timur00 | 118.021     | 60.456      | 57.565      | 116.664     | 59.787      | 56.877      | 118.021     | 60.456      | 57.565      | 3.146,64       | 37,5             | 105,02        |

## Verzeichnis der Kelurahan
Die nachfolgende Liste gibt den Einwohnerstand zur Jahresmitte 2024 für die drei Kelurahan im Bezirk Barito Timur wieder. Die Flächenangaben wurden ausgelassen, da die Angaben der Quelle umstritten und nicht nachvollziehbar sind. Neben den Einwohnerzahlen sind auch deren Zugehörigkeiten zu den drei Kecamatan aufgeführt, ebenso die errechneten Ergebnisse des  Geschlechterverhältnisses (Sex Ratio). Als erste Spalte ist der Strukturcode des indonesischen Innenministeriums angegeben. Er gibt gleichfalls Aufschluss über die Zugehörigkeit der Dörfer zu den übergeordneten Verwaltungsebenen: Die ersten drei Zahlenpärchen werden durch Punkte getrennt und geben die Provinz, den Regierungsbezirk (Kabupaten) und den Distrikt (Kecamatan) an. Als letztes folgt nach einem weiteren Trennungspunkt der vierstellige „Dorfcode“ – wobei städtisch geprägte Kelurahan immer mit 1 und „normale“ (ländliche) Desa mit einer 2 beginnen. Die Statistikseiten von BPS (Badan Pusat Statistik) verwenden eine abweichende Nomenklatur, auf die hier aber nicht näher eingegangen werden soll, da sie nur bei den Volkszählungen Anwendung findet.
Wie bei vorstehender Tabelle entstammen alle Daten der Fortschreibung durch die örtlichen Zivilregistrierungsbüros (Disdukcapil).
| Struktur- code | Kecamatan      | Kelurahan             | Bevölkerung zur Jahresmitte 2024 | Bevölkerung zur Jahresmitte 2024 | Bevölkerung zur Jahresmitte 2024 | Bevölkerung zur Jahresmitte 2024 |
| Struktur- code | Kecamatan      | Kelurahan             | Gesamt                           | männlich                         | weiblich                         | Sex Ratio                        |
| -------------- | -------------- | --------------------- | -------------------------------- | -------------------------------- | -------------------------------- | -------------------------------- |
| 62.13.01.1012  | Dusun Timur    | Tamiang Layang        | 10.995                           | 5.564                            | 5.431                            | 102,45                           |
| 62.13.02.1001  | Banua Lima     | Pasar Panas/Taniran00 | 1.544                            | 783                              | 761                              | 102,89                           |
| 62.13.05.1011  | Dusun Tengah00 | Ampah Kota            | 15.954                           | 8.126                            | 7.828                            | 103,81                           |